# Marta Rojas
Marta Rojas (17 de maio de 1928 - 3 de outubro de 2021) foi uma jornalista cubana, historiadora, escritora de ficção histórica e heroína revolucionária. Testemunha do assalto ao quartel Moncada em 26 de julho de 1953, ela escreveu sobre o assunto da censura à Revista Bohemia.

## Biografia
Marta Rojas, filha de um alfaiate, nasceu em Santiago de Cuba, em 17 de maio de 1928 (outras fontes afirmam 1931). Ela estudou na Escuela Normal. Embora planejasse ser médica, mudou de ideia assim que chegou a Havana e graduou-se na Escola Profissional de Jornalismo Manuel Márquez Sterling.
Rojas trabalhou na Revista Bohemia e, após a Revolução Cubana, na Verde Olivo e Trabajo . Trabalhou no jornal Granma desde sua fundação, cobrindo inúmeros eventos nacionais e internacionais (incluindo diversas viagens de Fidel Castro ao exterior). Ela também serviu como correspondente de guerra no Vietnã.
Rojas escreveu vários romances sobre a fundação da nação cubana e a luta dos mestiços desde o século XVIII. Voltando-se para a ficção histórica,  ela publicou vários livros, incluindo Moncada, La Generación del Centenario, El juicio del Moncada, Tania la Guerrillera (coautora) e El que debe vivir (testemunhos sobre Abel Santamaría ). Em 1992, um trecho traduzido por Jean Stubbs e Pedro Perez Sarduy do romance de Rojas (então inédito) , El columpio de Rey Spencer, foi incluído na antologia Daughters of Africa, editada por Margaret Busby .
Ela morreu de ataque cardíaco em 3 de outubro de 2021.

## Prêmios e honras
Rojas recebeu diversos prêmios, como o Prêmio Casa de las Américas (1978),  o Prêmio Nacional de Jornalismo José Martí (1997), como reconhecimento ao trabalho de sua vida; e o Prêmio Nacional de Jornalismo (2015).

## Trabalhos selecionados
- 1960, Moncada : un juicio insolito
- 1964, A geração do centenário na Moncada
- 1971, Tânia, a inesquecível guerrilheira
- 1978, El que debe vivir
- 1996, El columpio de Rey Spencer
- 2007: Santa Luxúria
- 2015: Las campanas de Juana la loca[9]